# معهد قاموس دهخدا
معهد معجم دهخدا والمركز الدولي للدراسات الفارسية هو المركز الدولي الرسمي الرئيس لتعليم اللغة والأدب الفارسي في إيران. تأسس رسميًا في عام 1945 وهو الآن جزء من جامعة طهران. سُمي على اسم ميرزا علي أكبر غزيني، المعروف باسم "دهخدا"، وهو عالم أدبي إيراني بارز وشاعر ومؤلف.

## الأنشطة الحالية
يقدم المعهد دورات أساسية ومتوسطة ومتقدمة في اللغة الفارسية للطلاب الأجانب والإيرانيين، بالإضافة إلى دورات المستوى الأعلى لخريجي اللغة الفارسية وآدابها والدراسات الشرقية والدراسات الإيرانية.

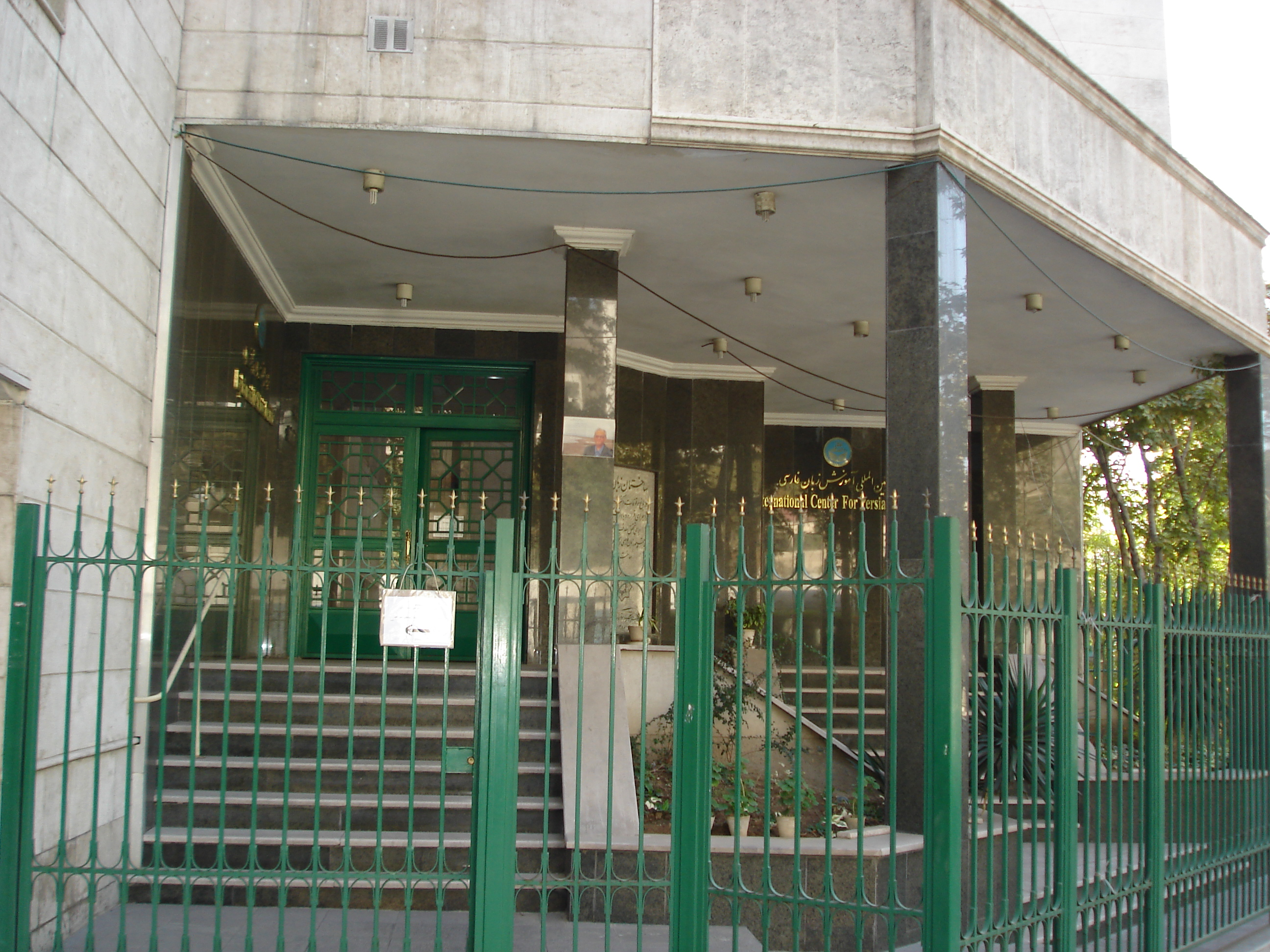
مدخل معهد دهخدا
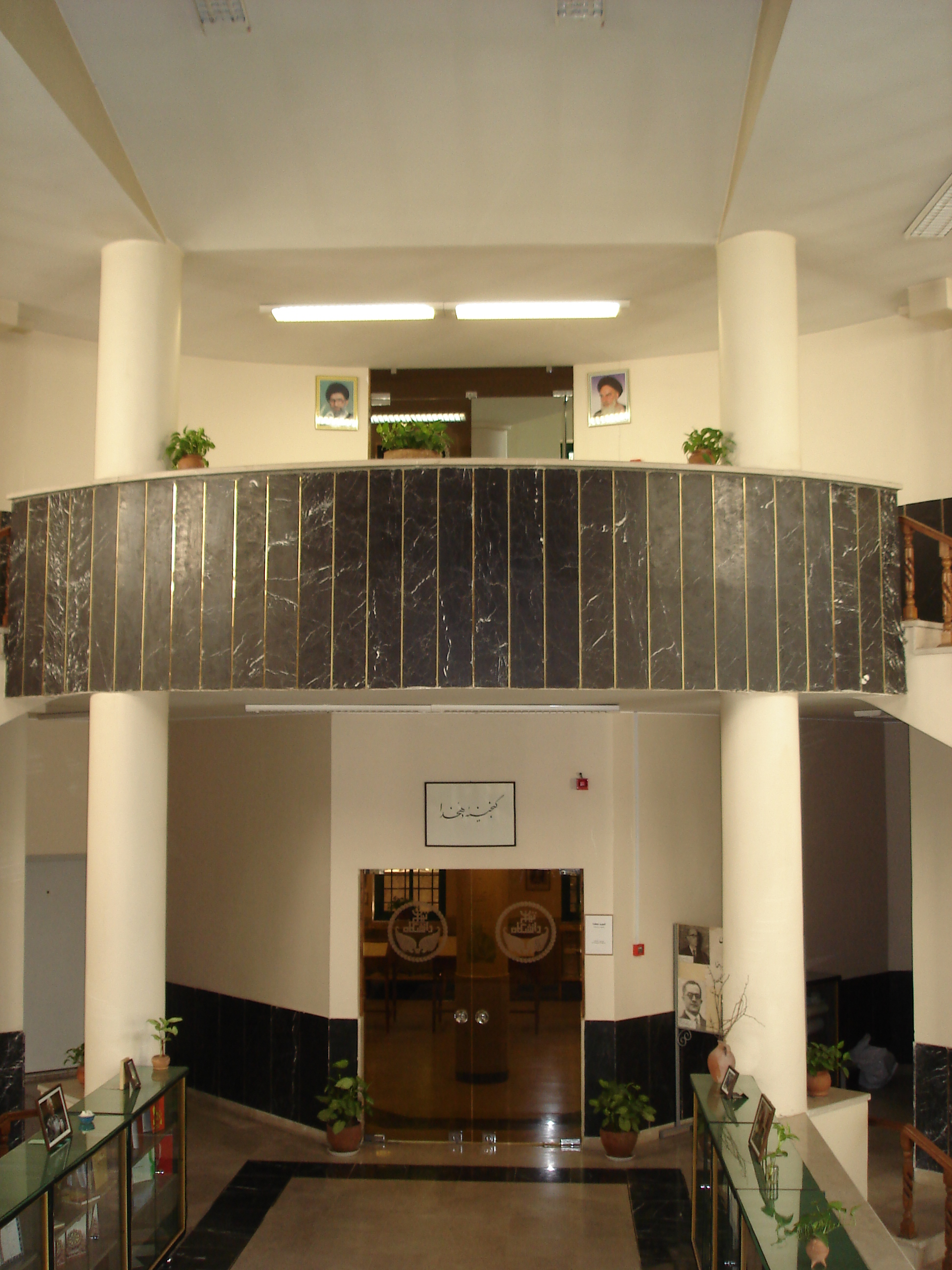
مكتبة معهد دهخدا

35°48′07″N 51°25′12″E / 35.801947°N 51.42013°E

## طالع أيضًا
- قاموس دهخدا

## روابط خارجية
- معهد دهخدا للمعجم والمركز الدولي للدراسات الفارسية
- قاموس دهخدا
- جامعة طهران